# 西德尼·维巴
西德尼·维巴（英語：Sidney Verba，1932年5月26日—2019年3月4日）是一位美国政治学家，图书馆学家和图书管理员。主要研究美国政治和比较政治学。

## 生平
1932年出生在美国紐約，毕业于普林斯顿大学。是哈佛大学政治学教授，1984年到2007年担任哈佛大学图书馆馆长。他是Google图书计划的哈佛大学负责人。2006年他打算退休时说：“学者是唯一能够理解这句话的人：我希望得到一些时间，以便完成一些工作。”

## 著作
他最有代表性的著作就是和加布里埃尔·阿尔蒙德合著的《公民文化》。